# Christoph Waltz
Christoph Waltz (Vienna, 4 ottobre 1956) è un attore e regista austriaco con cittadinanza tedesca.
È vincitore di vari riconoscimenti, compresi due premi Oscar, due premi Golden Globe, due premi BAFTA, due Critics' Choice Awards, due Screen Actors Guild Awards ed un Prix d'interprétation masculine al Festival di Cannes.
Ha vinto due Oscar grazie al ruolo del colonnello Hans Landa in Bastardi senza gloria (2009) e al ruolo del dott. King Schultz in Django Unchained (2012), entrambe le volte diretto da Quentin Tarantino.
Ha inoltre interpretato Ernst Stavro Blofeld, il cattivo antagonista di James Bond, nei film Spectre (2015) e No Time to Die (2021).

## Biografia
Nato a Vienna, è figlio degli scenografi tedeschi Johannes Waltz e Elisabeth Urbancic, ha quindi doppia cittadinanza (austriaca e tedesca); la sua famiglia proviene dal mondo dello spettacolo, i nonni erano attori, mentre i bisnonni lavoravano nel teatro. Ha studiato recitazione al Max Reinhardt Seminar di Vienna e al Lee Strasberg Theatre and Film Institute di New York.
Inizia la propria carriera nel teatro, lavorando a Vienna, Strasburgo e Zurigo; successivamente lavora per la televisione austriaca (compare anche in un episodio di Il commissario Rex, nel ruolo di un raffinato serial killer) e poi per quella tedesca. Nel suo lungo curriculum, Waltz ha lavorato in vari film televisivi, ha preso parte al film Un perfetto criminale e ha collaborato con il regista polacco Krzysztof Zanussi, recitando nei film Vita per vita - Massimiliano Kolbe e Fratello del nostro Dio. Compare anche in un paio di episodi de L'ispettore Derrick (Pietà per l'assassino e Una morte prevista e in alcuni episodi di Un caso per due con Claus Theo Gartner).

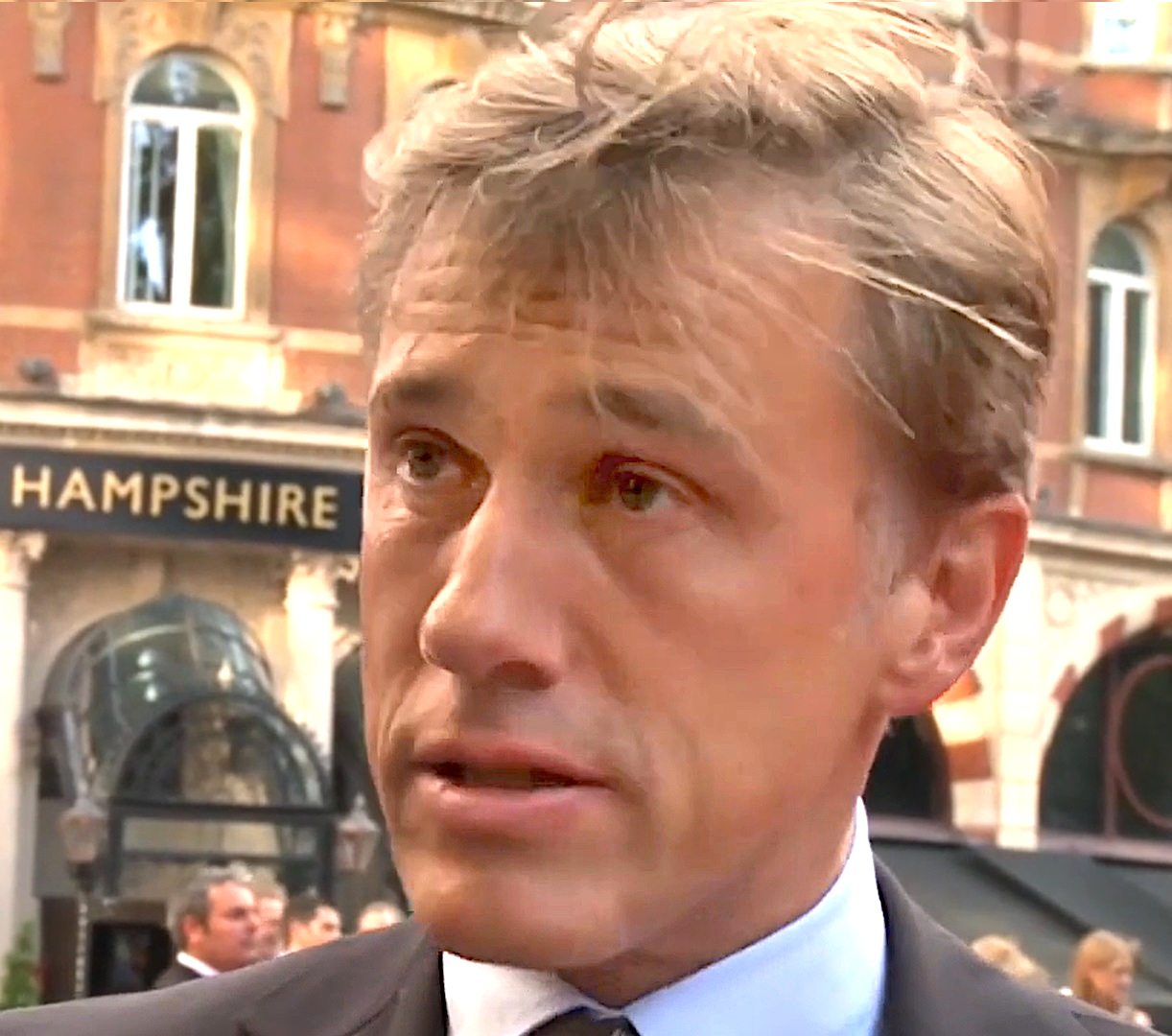
Waltz nel 2009

Nel 2009 ottiene la fama internazionale grazie al regista statunitense Quentin Tarantino che gli affida la parte del colonnello delle SS Hans Landa in Bastardi senza gloria. Per la sua interpretazione dello spietato "cacciatore di ebrei", recitando in tedesco, francese, italiano e inglese, Waltz riceve il premio per il miglior attore al Festival di Cannes e vince il Golden Globe, due SAG Award e un BAFTA, nonché l'Oscar come miglior attore non protagonista.
La sua nuova popolarità desta l'attenzione di Hollywood, che gli affida la parte del cattivo in The Green Hornet di Michel Gondry (sostituendo Nicolas Cage) e in Come l'acqua per gli elefanti di Francis Lawrence. Nel 2011 recita nel film Carnage di Roman Polanski e nel film I tre moschettieri. Alla fine del 2012 viene distribuito nelle sale il film di Quentin Tarantino Django Unchained, in cui Waltz recita al fianco di Jamie Foxx e Leonardo DiCaprio. La sua interpretazione del dott. King Schultz in questo film gli vale un Golden Globe, un BAFTA, lo Screen Actors Guild Award come migliore attore non protagonista cinematografico e il secondo premio Oscar nella categoria miglior attore non protagonista.
Nel 2014 Waltz recita nel lungometraggio di fantascienza The Zero Theorem - Tutto è vanità del regista Terry Gilliam ed il film Reykjavik. Sempre nel 2014 recita nel sequel della fortunata commedia Come ammazzare il capo... e vivere felici. Nello stesso anno fa un cameo nel film Muppets 2 - Ricercati e recita in Big Eyes di Tim Burton, affiancando Amy Adams. Per questo film Waltz ha ottenuto la nomination al Golden Globe come migliore attore non protagonista.
Nel 2015 entra a far parte del cast di Spectre, 24º film di James Bond, in cui interpreta il ruolo del cattivo principale, Franz Oberhauser. Nel dicembre 2014 riceve una stella sulla Hollywood Walk of Fame di Los Angeles. Sempre nel 2015 debutta alla regia con The Worst Marriage in Georgetown, tratto da un articolo di Franklin Foer apparso sul New York Magazine e adattato da David Auburn per il cinema.
Tra il 2015 e il 2016 ha recitato alcune scene per la Supercell, promuovendo il gioco Clash of Clans. Nel 2016 recita nel film The Legend of Tarzan diretto dal regista britannico David Yates.

## Vita privata
Oltre al tedesco, l'attore parla fluentemente il francese e l'inglese, come ha dimostrato nei film Django Unchained e Bastardi senza gloria. In quest'ultimo ha anche recitato alcune battute in italiano, confessando in seguito di aver imparato il testo e di non parlarlo realmente. L'attore doppia se stesso nelle versioni tedesca e francese.
Dalla prima moglie Jackie (psicoterapeuta), ha avuto tre figli (Miriam, Leon e Rachel), mentre dalla seconda moglie, la costumista Judith Holste, ha avuto una figlia.

## Filmografia

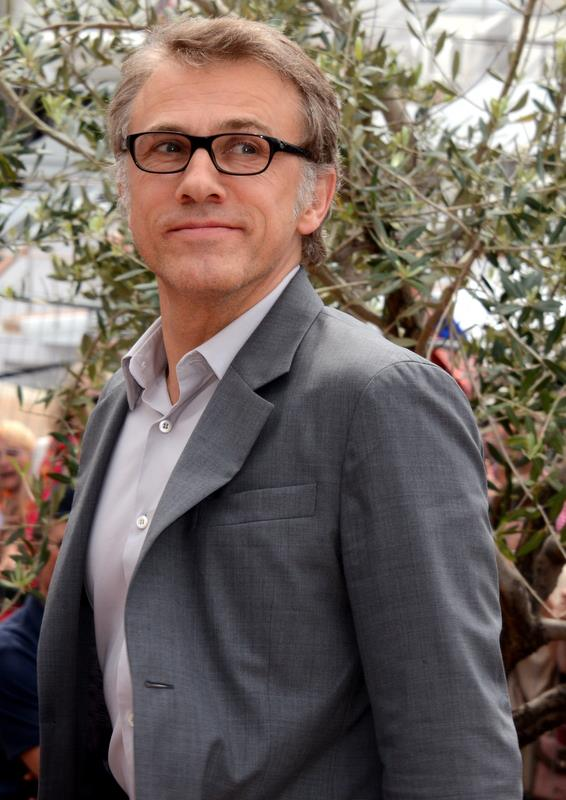
Christoph Waltz al Festival di Cannes 2013

### Attore

#### Cinema
- Kopfstand, regia di Ernst Josef Lauscher (1981)
- Feuer und Schwert - Die Legende von Tristan und Isolde, regia di Veith von Furstenberg (1982)
- Wahnfried, regia di Peter Patzak (1986)
- Più veloce della luce (Quicker Than the Eye), regia di Nicolas Gessner (1988)
- St. Petri Schnee, regia di Peter Patzak (1991)
- Vita per vita - Massimiliano Kolbe (Zycie za zycie - Maksymilian Kolbe), regia di Krzysztof Zanussi (1991)
- Ein Anfang von etwas, regia di Nikolaus Leytner (1994)
- Fratello del nostro Dio (Our God's Brother), regia di Krzysztof Zanussi (1997)
- Sieben Monde, regia di Peter Fratzscher (1998)
- Das merkwürdige Verhalten geschlechtsreifer Großstädter zur Paarungszeit, regia di Marc Rothemund (1998)
- Die Braut, regia di Egon Günther (1999)
- Un perfetto criminale (Ordinary Decent Criminal), regia di Thaddeus O'Sullivan (2000)
- Falling Rocks, regia di Peter Keglevic (2000)
- She, regia di Timothy Bond (2001)
- Queen's Messenger, regia di Mark Roper (2001)
- Death, Deceit & Destiny Aboard the Orient Express, regia di Mark Roper (2001)
- Der alte Affe Angst, regia di Oskar Roehler (2003)
- Schussangst, regia di Dito Tsintsadze (2003)
- Herr Lehmann, regia di Leander Haussmann (2003)
- Dorian, regia di Allan A. Goldstein (2004)
- Lapislazuli - Im Auge des Baren, regia di Wolfgang Murnberger (2006)
- Bastardi senza gloria (Inglourious Basterds), regia di Quentin Tarantino (2009)
- The Green Hornet, regia di Michel Gondry (2011)
- Come l'acqua per gli elefanti (Water for Elephants), regia di Francis Lawrence (2011)
- I tre moschettieri (The Three Musketeers), regia di Paul W. S. Anderson (2011)
- Carnage, regia di Roman Polański (2011)
- Django Unchained, regia di Quentin Tarantino (2012)
- The Zero Theorem - Tutto è vanità (The Zero Theorem), regia di Terry Gilliam (2013)
- Muppets 2 - Ricercati (Muppets Most Wanted), regia di James Bobin (2014)
- Come ammazzare il capo 2 (Horrible Bosses 2), regia di Sean Anders (2014)
- Big Eyes, regia di Tim Burton (2014)
- Spectre, regia di Sam Mendes (2015)
- The Legend of Tarzan, regia di David Yates (2016)
- La ragazza dei tulipani (Tulip Fever), regia di Justin Chadwick (2017)
- Downsizing - Vivere alla grande (Downsizing), regia di Alexander Payne (2017)
- Alita - Angelo della battaglia (Alita: Battle Angel), regia di Robert Rodriguez (2019)
- Georgetown, regia di Christoph Waltz (2019)
- Rifkin's Festival, regia di Woody Allen (2020)
- Most Dangerous Game, regia di Phil Abraham (2020)
- No Time to Die, regia di Cary Fukunaga (2021)
- The French Dispatch of the Liberty, Kansas Evening Sun, regia di Wes Anderson (2021)
- Morto per un dollaro (Dead for a Dollar), regia di Walter Hill (2022)
- The Portable Door, regia di Jeffrey Walker (2023)
- Old Guy, regia di Simon West (2024)
- Dracula (Dracula: A Love Tale), regia di Luc Besson (2025)
- Frankenstein, regia di Guillermo del Toro (2025)

#### Televisione
- Der Einstand, regia di Reinhard Schwabenitzky – film TV (1977)
- Feuer!, regia di Reinhard Schwabenitzky – film TV (1979)
- Parole Chicago – serie TV 13 episodi (1979)
- Die Weltmaschine, regia di Peter Patzak – film TV (1981)
- The Mysterious Stranger, regia di Peter H. Hunt – film TV (1982)
- Dr. Margarete Johnsohn, regia di Dagmar Damek – film TV (1982)
- Der Sandmann, regia di Dagmar Damek – film TV (1983)
- Un caso per due (Ein Fall für Zwei) – serie TV, episodio 5x06 (1985)
- L'ispettore Derrick (Derrick) – serie TV, episodi 13x10-15x10 (1986-1988)
- Lenz oder die Freiheit – miniserie TV (1986)
- Das andere Leben, regia di Nicolas Gessner – film TV (1987)
- The Alien Years, regia di Donald Crombie – film TV (1988)
- Goldeneye, regia di Don Boyd – film TV (1989)
- Il commissario Köster (Der Alte) – serie TV, episodi 10x01-14x06 (1986-1990)
- Il commissario Rex (Kommissar Rex) – serie TV, episodio 3x06 (1996)
- L'incubo di Vicky (Vickys Alptraum) – film TV (1998)
- Einsteins Ende, regia di Jürgen Kaiczyk – film TV (1998)
- Mörderisches Erbe, regia di Peter Patzak – film TV (1998)
- Das Finale, regia di Sigi Rothemund – film TV (1998)
- Dessine - Moi Un Jouet, regia di Hervé Baslé – film TV (1999)
- Piano diabolico (Das Teufelsweib), regia di Karl Friedrich Koschnick – film TV (2000)
- Tanz mit dem Teufel, regia di Peter Keglevic – film TV (2000)
- Dienstreise, regia di Stephan Wagner – film TV (2001)
- Weihnachtsmann gesucht, regia di Uwe Janson – film TV (2002)
- Der Flammenmann, regia di Uwe Janson – film TV (2002)
- Jennerwein, regia di Hans Günther Bücking – film TV (2002)
- Der Mörder ist unter uns, regia di Markus Imboden – film TV (2003)
- Scheidungsopfer Mann, regia di Stefan Krohmer – film TV (2003)
- Reiche Witwen küssen besser, regia di Carlo Rola – film TV (2003)
- Mörderische Suche, regia di Johannes Griesa – film TV (2004)
- Die Patriarchin, regia di Carlo Rola – film TV (2004)
- Tigeraugen sehen besser, regia di Thomas Nennstiel – film TV (2004)
- Stolberg – serie TV, episodio 1x03 (2006)
- Lonely Hearts, regia di Nina Grosse – film TV (2006)
- Tatort – serie TV, 2 episodi (2006-2008)
- Der letzte Zeuge, regia di Bernhard Stephan – serie TV, episodio "Martinspassion" (2007)
- Unter Verdacht, regia di Ed Herzog – film TV, episodio "Hase and Igel" (2007)
- Die Zürcher Verlobung – Drehbuch zur Liebe, regia di Stefan Meyer – film TV (2007)
- Die Verzauberung, regia di Wolfram Paulus – film TV (2007)
- Umbra Mortis, regia di Urs Egger – miniserie TV (2007)
- Idylle der Hyänen, regia di Matti Geschonneck – film TV (2007)
- Das Geheimnis im Wald, regia di Peter Keglevic – film TV (2008)
- Ten - Omicidi in serie (Das jüngste Gericht) – film TV (2008)
- Most Dangerous Game – serie TV, 27 episodi (2020-2023)
- The Consultant – serie TV, 8 puntate (2023)

### Doppiatore
- Epic - Il mondo segreto (Epic), regia di Chris Wedge (2013)
- Pinocchio di Guillermo del Toro (Guillermo del Toro's Pinocchio), regia di Guillermo del Toro (2022)

### Regista
- Wenn man sich traut – film TV (2000)
- Georgetown (2019)
- Fidelio – film TV (2020)

### Produttore
- The Zero Theorem - Tutto è vanità (The Zero Theorem), regia di Terry Gilliam (2013)

## Teatrografia parziale
- 1981 - Amadeus di Peter Shaffer, regia di August Everding (Schauspielhaus di Zurigo)
- 1983 - Mercedes, regia di Matthias Langhoff (Schauspielhaus di Zurigo), Amleto (Hamlet) di William Shakespeare, regia di Benno Besson (Schauspielhaus di Zurigo)
- 1984 - Horatius, regia di Jürgen Gosch (Schauspiel Köln), Das Alte Land, regia di Jürgen Flimm (Schauspiel Köln)
- 1985 - Penthesilea di Heinrich von Kleist, regia di Mark Zurmühle (Deutsches Schauspielhaus)
- 1989 - Der einsame Weg di Arthur Schnitzler, regia di Thomas Langhoff (Salisburgo)
- 1990 - Re Lear (King Lear) di William Shakespeare, regia di Robert Wilson (Francoforte)
- 1992 - L'ispettore generale (Der Revisor) di Nikolaj Gogol', regia di Achim Benning (Schauspielhaus di Zurigo)

## Riconoscimenti
- Premio Oscar
  - 2010 – Miglior attore non protagonista per Bastardi senza gloria
  - 2013 – Miglior attore non protagonista per Django Unchained[8]
- Golden Globe
  - 2010 – Miglior attore non protagonista per Bastardi senza gloria
  - 2013 – Miglior attore non protagonista per Django Unchained
  - 2015 – Candidatura Miglior attore in un film commedia o musicale per Big Eyes
- Critics' Choice Award
  - 2010 – Miglior attore non protagonista per Bastardi senza gloria
  - 2010 – Miglior cast corale per Bastardi senza gloria
- Premio BAFTA
  - 2010 – Miglior attore non protagonista per Bastardi senza gloria
  - 2013 – Miglior attore non protagonista per Django Unchained
- Screen Actors Guild Award
  - 2010 – Miglior attore non protagonista cinematografico per Bastardi senza gloria
  - 2010 – Miglior cast cinematografico per Bastardi senza gloria
- Festival di Cannes
  - 2009 – Prix d'interprétation masculine per Bastardi senza gloria

## Doppiatori italiani
Nelle versioni in italiano delle opere in cui ha recitato, Christoph Waltz è stato doppiato da:
- Stefano Benassi in Bastardi senza gloria, Django Unchained, The Zero Theorem - Tutto è vanità, Come ammazzare il capo 2, Spectre, The Legend of Tarzan, Downsizing - Vivere alla grande, Alita - Angelo della battaglia, Georgetown, Rifkin's Festival, Most Dangerous Game, No Time to Die, The French Dispatch of the Liberty, Kansas Evening Sun, Morto per un dollaro, The Portable Door, The Consultant, Old Guy
- Francesco Prando ne Il giudizio universale, L'ispettore Derrick (ep. 13x10), Ten - Omicidi in serie
- Massimo De Ambrosis in Big Eyes, La ragazza dei tulipani
- Massimo Lodolo in Piano diabolico, The Green Hornet
- Vittorio Guerrieri ne Il commissario Köster (ep. 10x01)
- Antonio Sanna in Un caso per due
- Giuliano Santi in Vita per vita - Massimiliano Kolbe
- Stefano Onofri ne Il commissario Rex
- Oreste Baldini in L'incubo di Vicky
- Enrico Di Troia in Un perfetto criminale
- Germano Basile in She
- Claudio Sorrentino in Come l'acqua per gli elefanti
- Luca Biagini ne I tre moschettieri
- Angelo Maggi in Carnage

Da doppiatore è sostituito da:
- Adriano Giannini in Epic - Il mondo segreto
- Stefano Benassi in Pinocchio di Guillermo del Toro